# 梅薩縣 (科羅拉多州)
梅薩縣（英語：Mesa County）是美国科羅拉多州西部的一個縣，西與犹他州相連，面積8,653平方公里。根據2020年美國人口普查，共有人口15萬5,703人。縣治大章克申（Grand Junction）。該縣成立於1883年2月11日，縣名是西班牙语「平頂山」的意思。